# 白石湯沢温泉
白石湯沢温泉（しろいしゆざわおんせん）は、宮城県白石市にある温泉。

## 泉質
- 含石膏・芒硝泉

## 温泉街
- 山間に「やくせん」という1軒の旅館が存在する。保健所許可の飲泉所がある。男女別の内湯のみだが、源泉掛け流し（加温あり、加水消毒無し）のお湯が楽しめる。飲泉ができる温泉は非常に珍しい。

## アクセス
- 鉄道：東北新幹線白石蔵王駅、東北本線白石駅より、白石市民バスの小原線（月〜金のみ運行）で約40分。最寄りバス停は六角停留所だがフリー乗降エリアのため旅館前の道路から乗降可能。
- 道路：国道113号を白石市内から、七ヶ宿町方面へ。小原トンネルを抜けて宮城県道・福島県道46号白石国見線を国見IC方面へ左折する。または国見ICから宮城県道・福島県道46号白石国見線を小坂峠を越えるルートで約30分。